# Diana Scarwid
 Diana Elizabeth Scarwid (Savannah, 27 augustus 1955) is een Amerikaans actrice. Zij werd in 1981 genomineerd voor een Oscar voor haar bijrol als Louise in Inside Moves. Een jaar later won ze daarentegen de Razzie Award voor slechtste actrice voor haar bijrol als Christina Crawford in Mommie Dearest, een biografisch drama over Joan Crawford.
Scarwid speelde in vier televisiefilms voordat ze in 1978 debuteerde op het witte doek, als Frieda in Pretty Baby. Sindsdien speelde ze rollen in meer dan 25 films, meer dan 45 inclusief die in televisiefilms. Scarwids acteercarrière kende tijdens haar verloop meerdere pieken en dalen. Zo werd ze na haar Oscarnominatie in 1981 tevens genomineerd voor een Emmy Award in 1996, ditmaal voor de televisiefilm Truman. Daarentegen werd ze na haar Razzie Award in 1982 nogmaals genomineerd voor 'slechtste actrice' in 1984 (voor Strange Invaders) en in 1990 in de categorie 'slechtste nieuwkomer van het decennium'.
Scarwid trouwde in 1977 met Eric Sheinbart, met wie ze twee kinderen kreeg.

## Filmografie
*Exclusief 20+ televisiefilms
| - Dream Boy (2008) - And Then She Was Gone (2008) - Swimming with the Virgin (2006) - Local Color (2006) - Valley of the Heart's Delight (2006) - Red Thread (2005) - The Clearing (2004) - Party Monster (2003) - A Guy Thing (2003) - The Angel Doll (2002) - What Lies Beneath (2000) - Dirty Pictures (2000, televisiefilm) - The Angel of Pennsylvania Avenue (1996) - Bastard Out of Carolina (1996) - Gold Diggers: The Secret of Bear Mountain (1995) | - The Neon Bible (1995) - The Cure (1995) - Brenda Starr (1989) - Heat (1986) - Extremities (1986) - Psycho III (1986) - The Ladies Club (1986) - Silkwood (1983) - Rumble Fish (1983) - Strange Invaders (1983) - Mommie Dearest (1981) - Inside Moves (1980) - Honeysuckle Rose (1980) - Pretty Baby (1978) |

## Televisieseries
*Exclusief eenmalige gastrollen
- Pushing Daisies - Mother Superior (2008-2009, vier afleveringen)
- Prison Break - Jeanette Owens (2006, drie afleveringen)
- Wonderfalls - Karen Tyler (2004, veertien afleveringen)

- Biblioteca Nacional de España: XX1265766
- Bibliothèque nationale de France: cb14043406f (data)
- Gemeinsame Normdatei: 142027480
- International Standard Name Identifier: 0000 0001 1495 4225
- Library of Congress Control Number: nr97028742
- Nationale Bibliotheek van Tsjechië: xx0179016
- Nationale Bibliotheek van Israël: 987007456200805171
- Nationale Bibliotheek van Polen: a0000001255756
- Nederlandse Thesaurus van Auteursnamen: 073339830
- Système universitaire de documentation: 150601603
- Virtual International Authority File: 93809821
- WorldCat: E39PBJrRk4Fh3wCwGTBqyrhWDq